# Carlo Turcato
Carlo Turcato (ur. 22 września 1921 w Cervignano del Friuli, zm. 2 czerwca 2017 w Padwie) – włoski szablista, wicemistrz olimpijski.
Na igrzyskach olimpijskich w Londynie w 1948 roku Włosi w składzie: Vincenzo Pinton, Gastone Darè, Carlo Turcato, Mauro Racca, Aldo Montano i Renzo Nostini wywalczyli drużynowo kolejny srebrny medal. W zawodach indywidualnych odpadł w fazie półfinałowej. Były to jego jedyne starty olimpijskie.
Nie zdobył medalu mistrzostw świata.
Był pierwszym zwycięzcą międzynarodowego turnieju Trofeo Luxardo (1955). Zmarł na początku czerwca 2017 w Padwie.